# Литературен кръжец „Живо слово“
Художествения литературно-театрален кръжец „Живо слово“ е литературно дружество, основано в София, функционирало от 1924 г., с първа изява на 11 ноември 1926 г.
Вера Василиевна Пушкарьова, актриса от Петербургския императорски театър, прави обява, че ще държи сказка за „художественото четене“, поставена на оградата на Прогимназия „Граф Игнатиев“ в София. Така руската актриса започва да набира ученици и последователи. В хода на преподаването си тя предлага на следовниците си да образуват литературен кръжец с име „Живо слово“.
През 2014 година се навършват и 90 години от създаването на кръжеца „Живо слово“, чиято първа публична изява е проведена на 11 ноември 1926 г. в салона „Д-р Лонг“ на ул. „Раковска“. Тогава дейците на кръжеца изнасят рецитал, придружен с голям успех, съставен по стихотворения на Димчо Дебелянов, от чиято трагична гибел на фронта през 1916 г. са се навършили десет години.
Десетгодишнината от гибелта на поета служи за повод отново да се заговори за трагичната съдба на „талантливия несретник“. Проф. Димитър Шишманов публикува във в. „Слово“ статия, в която предлага костите на Димчо да бъдат пренесени от Демир Хисар в България. Това е защото се смята, че в чуждите държави тленните останки на българските герои са обречени на поругаване и забвение. Не са липсвали и мнения от друга гледна точка: гробовете да си останат там, дето са загинали войните, като служат за преден стожер на българщината. Именно тази публикация на професора е повод кръжеца „Живо слово“ да посвети първата си публична изява именно на Димчо Дебелянов. Така тръгва и идеята сдружението да организира пренасянето на тленните останки на поета и чрез такива представления да се съберат пари за целта, по-късно и за паметник на поета.
През 1987 г., по случай на сто годишнината на поета литературният кръжец и председателя му Невена Буюклиева имат намерение да организират ежегоден конкурс на негово име. По неизвестни причини идеята не е осъществена.
Членове дружеството са Невена Буюклиева – председател, Стефан Ханджиев – секретар, Илия Дебелянов – брат на Димчо, Теодора Арабаджиева, Димитър Подвързачов, Георги Райчев, Георги Михайлов, Константин Кисимов и други.

## Спомосъществуватели за изграждането на паметника на Димчо Дебелянов
| колективни дарители                                            | колективни дарители |
| -------------------------------------------------------------- | ------------------- |
| Министерството на войната чрез Отделението за военните гробове |                     |
| Министерството на Просвещението и Народното здраве             |                     |
| Културното дружество „Тодор Каблешков“                         |                     |
| Християнско православно дружество „Св. Кл. Охридски“           |                     |
| Литературен кръжец „Живо слово“                                |                     |
| индивидуални дарители                                          |                     |
| Фани Попова-Мутафова и Чавдар Мутафов                          |                     |
| Невена Буюклиева и Нако Петров                                 |                     |
| Анна Каменова и Петко Стайнов                                  |                     |
| Тодор Чипев и Филип Чипев                                      |                     |
| Георги Михайлов и Никола Петков                                |                     |
| Димо Сяров и Вельо Дебелянов                                   |                     |